# Epharmottomena gelida
Epharmottomena gelida är en fjärilsart som beskrevs av Brandt 1939. Epharmottomena gelida ingår i släktet Epharmottomena och familjen nattflyn. Inga underarter finns listade i Catalogue of Life.